# Elena Popea
Elena Popea, née le 15 avril 1879 à Brașov en Autriche-Hongrie, et morte le 19 juin 1941 à Bucarest en Roumanie, est une artiste peintre roumaine.

## Formation
Après avoir terminé des études secondaires à Brașov, Elena Popea étudie la philologie à Leipzig, puis la peinture à  Berlin et à l’académie féminine d’art  de la Société des femmes peintres de Munich, avec  Angelo Jank, Jordan Jakob et Caroline Kempter. Elle peint aussi pendant l'été dans une colonie artistique de femmes peintres du Lac de Starnberg et de Landsberg am Lech. Elle est alors proche du style des impressionnistes allemands.
Elle poursuit ensuite ses études à Paris entre 1905 et 1910 à l’École des beaux-arts avec Lucien Simon et, après la Première Guerre mondiale, dans l'entourage de Simon, puis dans l’académie privée de peinture d’André Lhote, à Montparnasse,. C'est là qu'elle découvre le cubisme qui transforme sa peinture, comme en témoigne par exemple sa Kermesse en Bretagne (1925-1929).

## Œuvre
Elena Popea trouve ses sources d’inspiration dans les environs de Bran et de Cluj, où elle a passé ses étés, ainsi que dans les nombreux voyages qu’elle a  effectués à  Londres (1927), aux Pays-Bas (1928), en Italie (1929, 1934), en Espagne (1932), en Norvège et au Danemark (1935), en Grèce, Syrie, Palestine et Égypte (1937) et en Écosse (1938). La Bretagne, qu'elle a découverte en particulier sous l'impulsion de Lucien Simon et où elle retourne à différentes périodes, demeure aussi un thème cher à Popea.

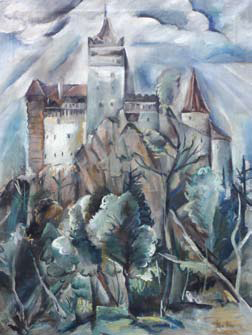
Château de Bran.
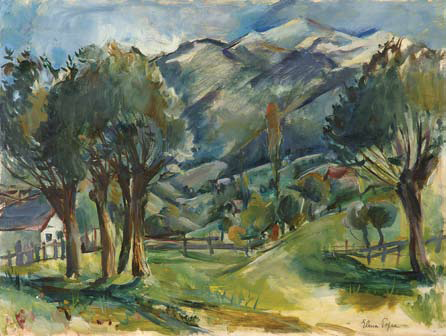
Paysage de Bucegi.
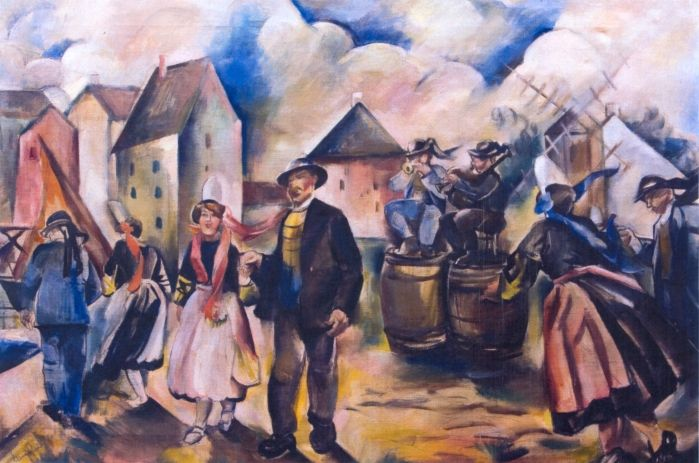
Kermesse en Bretagne.
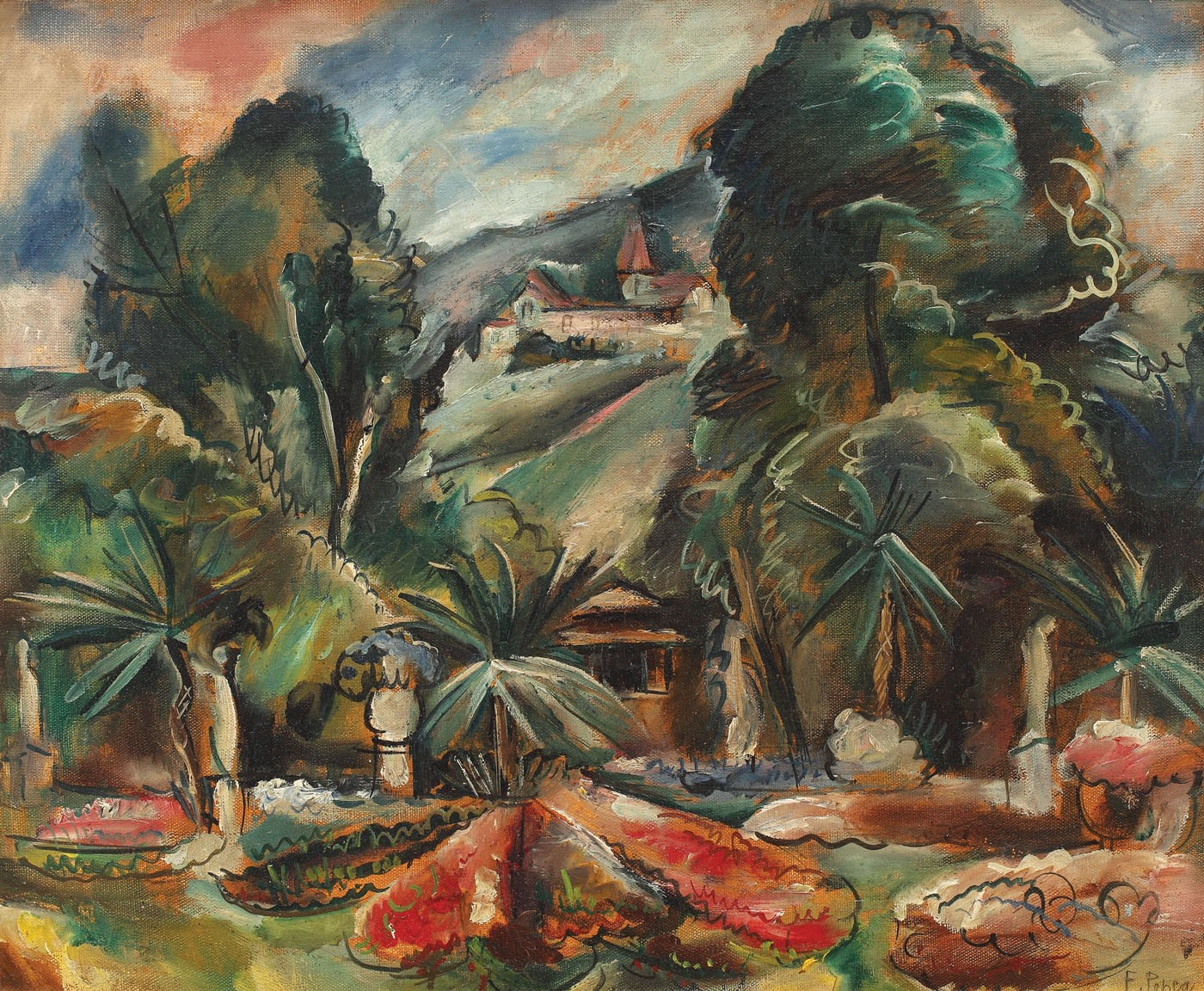
Jardin exotique.
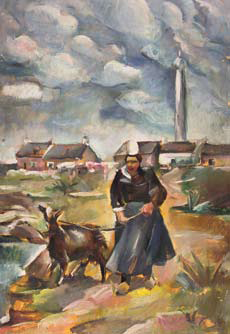
Femme et chèvre.

## Expositions
La première exposition d’Elena Popea a lieu en 1905 lorsqu’elle participe à l’Exposition nationale organisée par l’ ASTRA (Association transsylvanienne pour la littérature roumaine et la culture du peuple roumain) à Sibiu. Elle  expose ensuite ses toiles à Bucarest et à Cluj (Salon de la jeunesse artistique, Salon officiel), ainsi qu’à l'étranger, à Paris (Salon des indépendants, musée du Jeu de Paume), à Londres et à Amsterdam (Galerie Claridge).
Ses peintures sont maintenant exposées dans de nombreux musées de Roumanie : musée national d'Art de Roumanie, musée Brukenthal de Sibiu, musée d'art de Brașov, musée d’art de Cluj-Napoca, musée municipal de Bucarest, musée régional d’art Ion Ionescu-Quintus à Ploiești, musée d’art de Constanța.
En 1975 une rétrospective de son  œuvre a eu lieu au musée d’art de Cluj-Napoca.